# 许成钢
许成钢（1950年12月31日—，中华人民共和国经济学家，哈佛大学经济学博士，长期研究中国政治经济制度及其改革。曾任香港大學经济学讲座教授，现为斯坦福大学斯坦福中国经济与制度研究中心资深研究员、美国科斯研究所（RCI）理事、欧洲经济政策研究中心（CEPR）研究员。曾获得2013年孙冶芳经济学论文奖；首届中国经济学奖（2016年）。

## 生平
1950年生于杭州，长于北京。就读于北京香山慈幼院，清华附中。其父许良英于一九五七年被打成右派，其“罪行”见诸于《人民日报》和《光明日报》等主要媒体，后被迫离职到农村当农民；母亲受株连被开除党籍及降职处分。文化大革命前许是清华附中少先队的大队副，受家庭影响坚信共产主义。 
1966年文革爆发时，许成钢在清华附中读初二。他亲眼目睹了共产主义理想与现实之间的巨大反差，这让他感到震惊与困惑。尤其是，社会主义被描述为通往无阶级共产主义社会的过渡阶段，但他不解的是，为什么在这一过渡过程中，却充满了阶级斗争？阶级斗争如何能够消灭阶级？这一系列问题激发了他对共产主义制度与理论的深入研究兴趣。1967年年底，为了更好地了解中国的阶级关系与农村现实，许成钢申请前往黑龙江的国营农场。从1967年底到1969年，他在农村度过了两年，期间深入研读了《资本论》，撰写了多篇论文，并萌生了撰写一本分析社会主义制度和文化大革命的书的想法。由于他与同村知青及通过书信与清华附中的同学频繁讨论这些问题，1970年初，他被打成反革命分子，罪名为“组织跨省反革命集团”被关押了一年多，随后被强制劳动五年多。这期间，他被迫中止了政治经济学的学习和探索，直至文革结束。
他于1982年毕业于清华大学，获机械工程工学硕士。1984年赴美，1991年获得哈佛大学经济学博士。后任教于伦敦政治经济学院、香港大学、长江商学院。现任斯坦福大学中国经济与制度中心高级研究学者，斯坦福大学胡佛研究所客座研究员，伦敦帝国学院客座教授。

## 研究
许成钢的研究领域涵盖了政治经济学、制度经济学、发展经济学和中国的政治经济与历史，并延伸至法与金融、数字经济（特别是人工智能）等多个领域。。他对中国的政治和经济制度及其历史演变有深刻的分析。 
他与合作者在九十年代提出地方竞争的理论，解释为什么中国经济改革能得到与苏联不同的结果，成功推动了经济增长。他在2011年将这个理论进一步发展为分权式威权制（RDA）的理论，解释由中国制度决定的，地方竞争能促进改革和经济发展的条件，并解释那时中国改革和经济面对的问题。在2016年首届中国经济学奖的获奖致辞中，他应用同一理论，指出在出生严重的社会稳定问题、巨大贫富差别、以及严重环境问题等情况下，政府放弃了经济增长的单一目标；过去曾经行之有效的地方竞争机制已经不再能帮助解决中国的改革和经济发展；中国必须朝宪政方向改革。
自2012年起，他开始集中研究极权主义制度， 并提出了“制度基因”的理论探讨中国制度和共产极权主义制度的起源和演变。他指出，制度基因是不断自我复制并影响制度演变的基本制度要素，是可以实证识别的；“制度基因”这个分析概念可以帮助研究从苏俄来的制度基因如何与中国帝制的制度基因融合，创造出具有中国特色的持久的极权主义政权。他自2014年起，发表了数篇文章，演讲，以及接受了众多访谈，讨论了共产极权主义意识形态在欧洲的兴起；俄国产生出极权主义制度的制度基因；中国帝制制度基因的起源和演变，以及这些制度基因如何与苏俄共产国际引入到中国的共产极权主义制度基因相结合，使中共得以在中国建立极权制。同时，他深入讨论了中国大跃进、文化大革命时期的制度变化，分析在苏俄极权制度基因和中国传统制度基因的基础上如何产生出中国特色的区域管理式极权主义制度，分析这个制度如何使得中国的改革开放获得经济快速发展，不仅挽救了中共，而且使中国成为极权主义超级大国。他指出，中国共产极权制的大发展应当使人们回想起米塞斯近八十年前对遏制极权主义努力失败的警告。要扭转这一趋势，深入理解极权主义是必不可少的一步。

## 家庭
其母为中国近代史学者王来棣，其父为科学史学家许良英。

## 著作
- 《制度基因：中國制度與極權主義制度的起源》，"Institutional Genes: The Origins of China’s Institutions and Totalitarianism "，台北市：國立臺灣大學出版中心，2024年。ISBN 9789863509073